# Химинець Марія
Марія Химинець (Кедюлич) (16 вересня 1915, м. Перечин, Унґський комітат — 4 червня 2014) — українська повстанка та військовичка, заступниця командантки організації «Жіноча Січ» у складі Карпатської Січі. Дружина лідера ОУН Закарпаття Юліана Химинця, сестра Івана Кедюлича — командира тактичних відтинків УПА ТВ-19 «Камінець» та ТВ-25 «Закарпаття».

## Життєпис

Керівниці «Жіночої Січі» Стефанія Тисовська (ліворуч) та Марія Химинець (праворуч)

Народилась 16 вересня 1915 у місті Перечин Ужанський комітат у багатодітній національно свідомій сім'ї. Її брати Іван та Панас Кедюличі були активними діячами українського визвольного руху.
Очолювала дівоче крило «Пласту». У 1934 році одружилася з Юліаном Химинцем, провідником ОУН на Закарпатті.
У січні 1939 стала заступницею комендантки жіночої структури «Карпатської Січі» — «Жіноча Січ».
Після окупації Карпатської України Марія разом з чоловіком емігрувала до Австрії, а згодом, після війни, виїхала до США. Там Марія та Юліан Химинці стали засновниками закарпатського земляцтва «Карпатський Союз», який зробив багато корисних справ для рідного краю. Подружжя виховало четверо дітей.
Після проголошення Незалежності України Марія Химинець приїхала до України та відвідала Перечин. Виступила меценаткою при будівництві греко-католицької церкви у рідному місті.
Померла 4 червня 2014 року в США. Похована на українському католицькому цвинтарі Святого Духа у Кампбелл-Голл (Гемптонбурґ, округ Оранж, штат Нью-Йорк).

## Вшанування пам'яті
12 квітня 2016 року голова Закарпатської ОДА Геннадій Москаль на честь Марії Химинець у місті Перечин перейменував вулицю Валентини Терешкової.
У місті Ужгород вулицю Достоєвського в рамках деколонізації назвали іменем Марії Химинець.

## Праці
- «Відлуння буремних років» (Ужгород 2011)